# Пузына, Иван Владимирович
Иван Владимирович Пузына (1888, Российская империя — 1961, Париж, Франция) — деятель Русского зарубежья, профессор Католического университета Парижа, историк-антикоммунист и антимодернист, деятель Русского апостолата, прихожанин Прихода Святой Троицы Российской католической церкви византийского обряда в Париже.

## Биография
Потомок древнего рода Пузына. Родился в 1888 году.
Выпускник (?) Императорского лицея в Санкт-Петербурге.
В 1910 году окончил Императорский Санкт-Петербургский университет и был оставлен в нём для подготовки к профессорской деятельности; с 1916 года — приват-доцент университета по кафедре истории.
С 1920 года — в эмиграции. Сначала жил в Берлине, затем переехал в Париж. 
В 1930-е годы под влиянием Александра Евреинова перешёл в католичество византийского обряда, став прихожанином храма Святой Троицы русских католиков в Париже, участвует в Русском апостолате.
С 1932 года читал лекции в Парижском Католическом институте по истории русской революции, ставя акцент на антирелигиозной сущности коммунизма. Был инициатором и одним из основателей, наряду с Юрием Маклаковым, Института по изучению русской культуры XIX столетия, деканом которого он стал. С ним сотрудничали профессор Петр Ковалевский, профессор протопресвитер Василий Зеньковский, профессор Владимир Ильин, профессор Антон Карташов.
В 1937 году защитил магистерскую диссертацию по всеобщей истории, в 1955 году — диссертацию на соискание учёной степени доктора всеобщей истории об итальянском Возрождении, которая вышла отдельной книгой.
22 - 27 ноября 1950 года по случаю Юбилейного года совершил с группой соотечественников паломничество в Рим, где состоялся Съезд русских католиков на котором представлял парижский приход.
С 1958 года — на пенсии.
Жена — Наталья Николаевна Пузына.

## Сочинения
- Флорентийский Вселенский Собор и участие на нем Исидора, Митрополита Московского
- Апология  Савонаролы. — Берлин, 1924. (нем.)
- Большевизм и религия. — Париж: Католический центр информации, 1952.
- Об итальянском Возрождении. — Париж, 1955. (фр.)